# Nehýbej se (film, 2024)
Nehýbej se (v originále Don't Move) je americký thriller z roku 2024, ve kterém hrají Kelsey Asbille, Finn Wittrock, Moray Treadwell a Daniel Francis. Režíroval jej Adam Schindler a Brian Netto a scénář napsali TJ Cimfel a David White. Netflix film vydal 25. října 2024.